# Самара (Иркутская область)
Самара — село в Зиминском районе Иркутской области России. Входит в состав Услонского муниципального образования.

## География
Находится примерно в 8 км к югу от районного центра.

## Внутреннее деление
В состав села Самара входят микрорайоны Полынова и Логинова — бывшие населённые пункты.
Заимка Логинова первоначально состояла из 4-х домов. На топографической карте Генштаба СССР 1984 года она является самостоятельным населённым пунктом. На карте 1985 года данный населённый пункт как самостоятельная административно-территориальная единица уже не указан.

## Население
| 2002 | 2010 | 2011 | 2012 |
| ---- | ---- | ---- | ---- |
| 543  | ↘508 | →508 | ↗523 |

По данным Всероссийской переписи, в 2010 году в селе проживало 508 человек (245 мужчин и 263 женщины).